# Acontia (neteldier)
Acontia, een term uit de anatomie van neteldieren, verwijst naar de draadachtige weefselstructuren die voorkomen bij bepaalde zeeanemonen, zoals de soort Exaiptasia pallida. Acontia zijn voornamelijk opgebouwd uit netelcellen (cnidocyten) en worden gebruikt ter verdediging tegen predatoren. Ze worden bij aanraking afgevuurd via de mondopening of via poriën in de lichaamswand.